# Pennfield (New Brunswick)
Pennfield ist eine Gemeinde (Community) im Charlotte County in der kanadischen Provinz New Brunswick. Die Einwohnerzahl von Pennfield wird statistisch nicht erfasst, der Landkreis Pennfield Parish hat 2170 Einwohner (Stand: 2016). 2011 betrug die Einwohnerzahl 2218.

## Geographie
Pennfield liegt im Charlotte County, fünf Kilometer nördlich der Bay of Fundy sowie südöstlich des Lake Utopia. Saint John im Osten ist rund 50 Kilometer entfernt. Die Entfernung zu der im Westen gelegenen Stadt St. George beträgt fünf Kilometer. Die New Brunswick Route1 führt mitten durch Pennfield.

## Geschichte
Anfang des 19. Jahrhunderts ließen sich Siedler, vornehmlich Quaker in der Gegend nieder und nannten den Ort zu Ehren des Unternehmers und Landentwicklers William Penn Pennfield.  Hauptlebensgrundlage war die Landwirtschaft.
1940 wurde in der Nähe die RCAF Station Pennfield Ridge der Royal Canadian Air Force als Luftwaffenstützpunkt und Trainingseinheit für Einheiten, die am Zweiten Weltkrieg teilnahmen gebaut. Nach Ende des Krieges wurde die Luftwaffenbasis stillgelegt und die Einheiten nach Chatham und in andere Stützpunkte der Provinz verlagert. Auf dem Rollfeld wurden danach zuweilen Beschleunigungsrennen (Drag Races) veranstaltet. Heute wird auf den Flächen zeitweise Seetang getrocknet.
Eine Besonderheit der Gegend ist die Ernte von wilden Blaubeeren, die wegen der nachlassenden Erlöse jedoch von Jahr zu Jahr an Attraktivität verliert.